# مؤشر أكسدة واختزال
مؤشر الأكسدة والاختزال في الكيمياء هو مادة كيميائية تخضع إلى تفاعلات أكسدة واختزال، بحيث أن لون الحالة المؤكسدة مختلف عن لون الحالة المختزلة، مما يمكن من استخدامها مؤشراً لونياً في معايرات الأكسدة والاختزال.
يتطلب التغير اللوني السريع والعكوس أن يكون التوازن الكيميائي لهذا النظام سريعاً، وهو الأمر الذي يحققه بضع فقط من أنظمة المؤشرات العضوية.

## أمثلة
هناك نمطان شائعان من مؤشرات الأكسدة والاختزال:
- معقدات فلزية مع فينانثرولين وثنائي البيريدين
- مركبات عضوية مثل أزرق الميثيلين، وهي معتمدة على pH الوسط.